# 山形ガス
山形ガス株式会社（やまがたガス）は、山形県山形市に本社を置く、都市ガスを主力とするエネルギー販売会社。
山形市中心部約20,000戸に都市ガスを供給する。

## 概要
1911年（明治44年）3月、山形市における素封家らの出資により設立。初代社長には両羽銀行(現・山形銀行)頭取を務めた三浦権四郎(文助)が就任した。
設立に参画した人物の係累らが大株主、役員として現在も名を連ねている。

## 経営陣
| 役職           | 氏名       | 備考               |
| -------------- | ---------- | ------------------ |
| 代表取締役社長 | 鈴木俊伸   |                    |
| 常務取締役     | 渡辺洋実   |                    |
| 常務取締役     | 石川幸一   |                    |
| 取締役         | 長谷川吉茂 | 山形銀行頭取       |
| 取締役         | 伊藤修二   |                    |
| 取締役         | 中村喜兵衞 |                    |
| 取締役         | 杉山康則   |                    |
| 監査役         | 叶内紀雄   | 元殖産銀行頭取     |
| 監査役         | 三浦新一郎 | 山形銀行専務取締役 |